# Frans Mortelmans
 (décembre 2016).
Si vous disposez d'ouvrages ou d'articles de référence ou si vous connaissez des sites web de qualité traitant du thème abordé ici, merci de compléter l'article en donnant les références utiles à sa vérifiabilité et en les liant à la section « Notes et références ».
Frans Mortelmans, né à Anvers (Belgique) le 1er mai 1865 et mort dans cette ville le 11 avril 1936, est un peintre belge de portrait et de nature morte.

## Biographie
Frans Mortelmans, fils aîné de six enfants, est le frère du compositeur Lodwijk Mortelmans. Son père Karel Mortelmans était imprimeur à Anvers. Frans Mortelmans se forme à l'Académie d'Anvers, entre autres chez Charles Verlat, puis à l'Institut Supérieur d'Anvers chez Albrecht De Vriendt. Il est également en apprentissage auprès de Frans Van Leemputten. 
Il peint des portraits et quasi exclusivement des natures mortes dans sa première période. Ses œuvres sont harmonieuses, dans un style réaliste, mais dont la facture se rapproche de l'impressionnisme. Une rétrospective lui est consacrée en 1897 à Anvers. 
Il a été professeur à l'académie de Berchem et membre du cercle anversois De Scalden, il est également l'un des premiers membres du cercle Arte et Labore, où il expose en 1887.

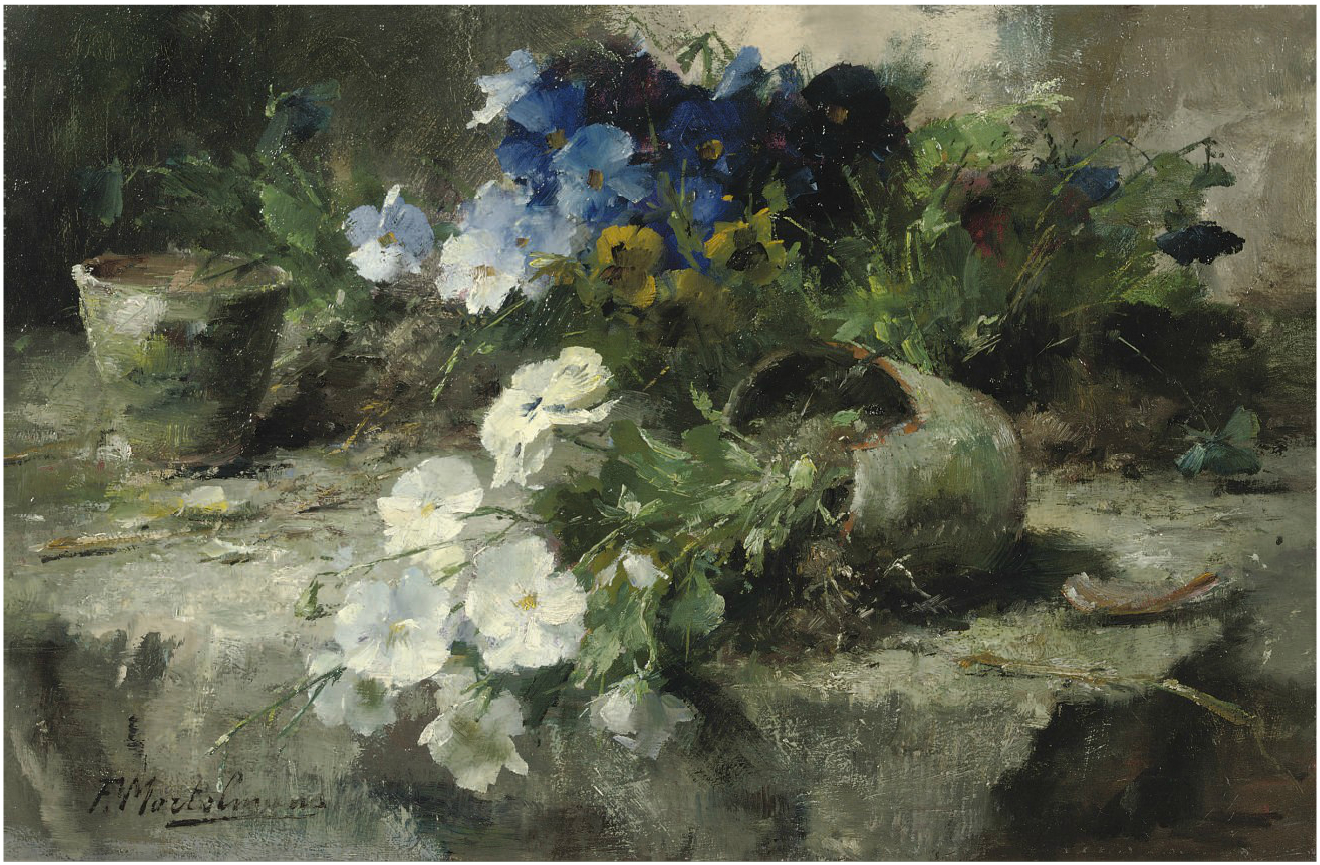
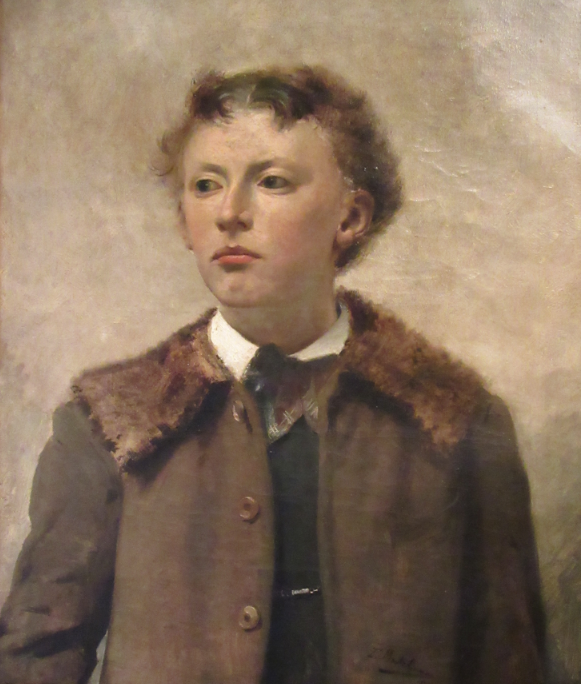
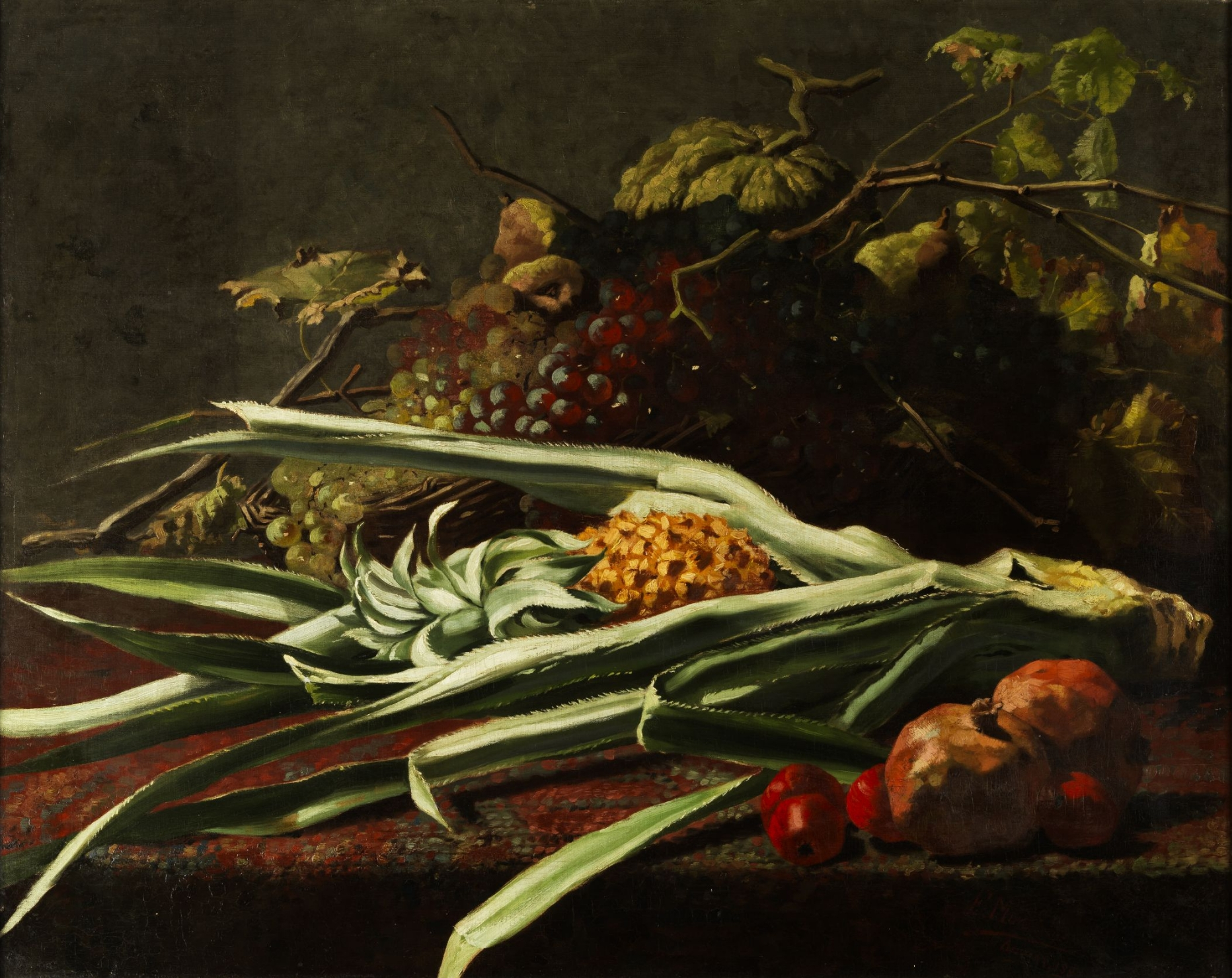